# Пендагоно
Пенда́гоно (греч. Πεντάγωνο) — район на востоке Афин, в котором располагаются здания Министерства национальной обороны. Граничит с муниципалитетами Неон-Психикон и Папагос.
Район Пендагоно пересекает проспект Месойон. Его обслуживает станция Афинского метрополитена «Этники-Амина».